# HD 74389
HD 74389, es un sistema estelar triple jerárquico ubicado aproximadamente a 362 años luz de la Tierra. El componente primario, HD 74389 A, fue listado inicialmente en el catálogo Hipparcos como una estrella del tipo espectral A0V, pero fue posteriormente actualizada en 1990 como A2V cuando Sanduleak y Pesch la observaron con el telescopio Burrel Schmidt en Kitt Peak.
El componente primario es una estrella blanca de la secuencia principal tipo A, con una magnitud aparente de +7.48. Su compañera más lejana, HD 74389 B, es una enana blanca del tipo DA localizada a 20.11 arcosegundos al oeste de HD 74389 —o al menos a 190 AU— y posee una magnitud V de 14.62. Las imágenes de las bandas azul, roja e infrarroja de la Digitized Sky Survey muestran además un objeto en el fondo aproximadamente 13” al norte de HD 74389 A, posiblemente la enana M que sería la otra compañera reportada por Holberg et al.
El 4 de agosto de 2016, el Centro de Vuelo Espacial Goddard de la NASA anunció que su programa de ciencia ciudadana, Disk Detective, descubrió un disco de debris orbitando la estrella primaria, haciendo de este el primer disco descubierto en la historia con una compañera enana blanca. Aunque estrellas con compañeras enanas blancas son comunes, y existen tres sistemas planetarios conocidos con enanas blancas como compañeras distantes (Gl 86, HD 27442 y HD 147513), nunca se habían descubierto discos de debris con una enana blanca cercana asociada antes del anuncio del 21 de octubre de la NASA. Catalogada en Disk Detective como DDOI AWI00000wz, la temperatura del disco observado no sobrepasaría los 136 K  o -137.15 C.